# Englische Cricket-Nationalmannschaft in Pakistan in der Saison 1983/84
Die Tour der englischen Cricket-Nationalmannschaft nach Pakistan in der Saison 1983/84 fand vom 2. bis zum 26. März 1984 statt. Die internationale Cricket-Tour war Bestandteil der Internationalen Cricket-Saison 1983/84 und umfasste drei Tests und zwei ODIs. Pakistan gewann die Test-Serie 1–0, während die ODI-Serie 1–1 unentschieden endete.

## Vorgeschichte
Pakistan spielte zuvor bei einem Drei-Nationen-Turnier in Australien, England eine Tour in Neuseeland.
Das letzte Aufeinandertreffen der beiden Mannschaften bei einer Tour fand in der Saison 1982 in England statt.

## Stadien
Die folgenden Stadien wurden für die Tour als Austragungsort vorgesehen.
| Stadion          | Stadt      | Kapazität | Spiele          |
| ---------------- | ---------- | --------- | --------------- |
| Iqbal Stadium    | Faisalabad | 18.000    | 2. Test         |
| National Stadium | Karachi    | 34.228    | 1. Test; 2. ODI |
| Gaddafi Stadium  | Lahore     | 60.000    | 3. Test; 1. ODI |

## Kaderlisten
Die folgenden Kader wurden vor der Tour bekanntgegeben.
| Test | Test | ODI | ODI |
| Pakistan | England | Pakistan | England |
| --- | --- | --- | --- |
| - Abdul Razzaq - Anil Dalpat - Azeem Hafeez - Mohsin Kamal - Mohsin Kamal - Mudassar Nazar - Qasim Umar - Rameez Raja - Saleem Malik - Sarfraz Nawaz - Shoaib Mohammad - Tauseef Ahmed - Wasim Akram - Zaheer Abbas | - Ian Botham - Nick Cook - Norman Cowans - Graham Dilley - Neil Foster - Graeme Fowler - Mike Gatting - David Gower - Allan Lamb - Vic Marks - Derek Randall - Chris Smith - Paul Taylor - Bob Willis | - Abdul Razzaq - Anil Dalpat - Ashraf Ali - Mohsin Kamal - Mudassar Nazar - Naved Anjum - Qasim Umar - Rashid Latif - Saadat Ali - Saleem Malik - Sarfraz Nawaz - Shahid Mahboob - Wasim Akram - Zaheer Abbas | - Ian Botham - Nick Cook - Norman Cowans - Graham Dilley - Neil Foster - Graeme Fowler - Mike Gatting - David Gower - Allan Lamb - Vic Marks - Derek Randall - Chris Smith - Chris Tavaré - Bob Willis |

## Tests

### Erster Test in Karachi
| 2. – 6. März Scorecard | Karachi | England 182 (94.5) & 159 (78.3) | – | Pakistan 277 (102) & 66-7 (30.3) |
|                        |         | Pakistan gewinnt mit 3 Wickets  |   |                                  |

### Zweiter Test in Faisalabad
| 12. – 17. März Scorecard | Faisalabad | Pakistan 449-8d (142) & 137-4 (41) | – | England 546-8d (189) |
|                          |            | Remis                              |   |                      |

### Dritter Test in Lahore
| 19. – 24. März Scorecard | Lahore | England 241 (78.5) & 344-9d (107.4) | – | Pakistan 343 (128) & 217-6 (58.3) |
|                          |        | Remis                               |   |                                   |

## One-Day Internationals

### Erstes ODI in Lahore
| 9. März Scorecard | Lahore | England 184-8 (40/40)          | – | Pakistan 187 (38.4/40) |
|                   |        | Pakistan gewinnt mit 6 Wickets |   |                        |

### Zweites ODI in Karachi
| 26. März Scorecard | Karatschi | Pakistan 163-8 (40/40)        | – | England 164-4 (38.4/40) |
|                    |           | England gewinnt mit 6 Wickets |   |                         |